# Il Cittadino (quotidiano di Monza)
Il Cittadino di Monza e Brianza  è un periodico locale italiano edito a Monza.

## Storia
Il primo numero de il Cittadino uscì giovedì 17 agosto 1899. Il periodico era l’espressione dei cattolici monzesi che volevano far sentire la loro voce in un momento molto difficile, in cui il "non expedit" (non conviene) di Pio IX li emarginava dalla scena politica italiana. È cominciata allora una lunga storia non ancora interrotta: 125 anni di informazione locale e radicamento sul territorio di Monza e della Brianza monzese. 
Il Cittadino esce attualmente in cinque edizioni: quella del giovedì interamente dedicata alla città di Monza: notizie, inchieste e approfondimenti sul capoluogo brianteo. Il sabato vengono pubblicate quattro edizioni: Brianza Nord (Seregno, Giussano e Carate Brianza i Comuni di riferimento), Brianza Sud (Desio e Lissone), Valle del Seveso (Cesano Maderno, Seveso, Limbiate, Meda con, in aggiunta, alcune località del Nord Milano come Paderno Dugnano, Solaro e Senago), Vimercatese (Vimercate, Villasanta, Arcore, Brugherio). Il giornale, la cui sede centrale è in viale Elvezia 2 a Monza, ha collaboratori in tutta la Provincia di Monza Brianza (55 Comuni, popolazione 900.000), che garantiscono la copertura capillare degli avvenimenti che accadono sul territorio. In ogni edizione sono presenti rubriche di economia, cultura e tempo libero, sanità. Il prezzo del giornale è di euro 1,50. Dal 2009 è in rete anche l’edizione online del giornale: notizie in tempo reale, approfondimenti, fotogallery e video che completano l’offerta informativa.
In occasione dei 120 anni dalla fondazione della testata, il Presidente della Repubblica italiana, Sergio Mattarella, inviò al giornale un messaggio augurale, pubblicato nei numeri in edicola il 9 e l'11 febbraio 2019: "Centoventi primavere sono un'ottima notizia per chi trova qui le ragioni per riaffermare l'identità di un territorio... Giornale con robuste radici, il Cittadino ne ha condiviso la storia lungo tutto il Novecento, divenendo co-protagonista della sua crescita civile ed economica... L'augurio è che tanti altri compleanni seguano la ricorrenza tonda del 2019. La libertà e il pluralismo dell'informazione non si misurano semplicemente con l'ampiezza dello spettro delle opinioni e degli interessi che hanno accesso al confronto pubblico. Libertà e pluralismo si fondano anche su basi solide nei territori e nelle comunità che compongono la ricchezza della nostra Italia. Per questa ragione l'informazione cosiddetta locale ha un valore fondamentale".
Dal luglio 2018 fino al dicembre 2020 la compagine societaria di Editoriale il Cittadino srl è stata composta da Monza Brianza Edizioni srl e Sesaab spa. Il consiglio di amministrazione, presieduto da Antonio Calabrò, era composto da Corrado Bergagna, Fabio Felice Colombo, Giambattista Pesenti e Luca Sorteni. Sindaco unico era Daniele Ferrerio. Il 18 Dicembre 2020 l'imprenditore monzese Davide Erba ha acquistato il 100% delle quote di Editoriale il Cittadino srl, divenendo proprietario e amministratore unico.

## Direttori
Nella sua storia il Cittadino ha avuto direttori e collaboratori prestigiosi, il primo fu Filippo Meda, deputato e ministro nei governi Boselli e Giolitti, seguito da Giuseppe Nogara, poi arcivescovo di Udine. Il più longevo, dal 1969 al 1994, è stato Giuseppe Galbiati. Altra figura legata a lungo al giornale è quella di Luigi Losa, direttore per circa un ventennio, con una breve interruzione, fino al 2014. Dal 6 settembre 2024 il Cittadino e il sito www.ilcittadinomb.it sono diretti da Marco Pirola.
- Filippo Meda
- don Giuseppe Nogara
- don Pietro Bosisio
- don Benedetto Galbiati
- don Enrico Sala
- don Francesco Longoni
- Felice Corno
- Giovanni Battista Pizzolari
- Conte Agliardi
- don Francesco Longoni
- Giulio Pastore
- don Giovanni Casati
- don Edoardo Viganò
- don Antonio Colombo
- don Antonio Colombo con Tarcisio Longoni
- don Alessandro Aspes
- don Luigi Antonini
- don Elia Galli[1]
- Giuseppe Galbiati (1969-1994)
- Luigi Losa
- Giorgio Bardaglio
- Luigi Losa
- Martino Cervo
- Davide Perego
- Claudio Colombo
- Cristiano Puglisi
- Marco Pirola